# Timothy Broglio
Timothy Paul Andrew Broglio, kortweg Timothy P. Broglio (Cleveland Heights, 22 december 1951), is een rooms-katholiek geestelijke en de huidige aartsbisschop van de Amerikaanse strijdkrachten.
Timothy Broglio studeerde klassieken aan Boston College, waarna hij naar het priesterseminarie ging. Daar, en aan de Pauselijke Universiteit Gregoriana studeerde hij katholieke theologie en filosofie. Op 19 mei 1977 ontving hij de priesterwijding van kardinaal Sergio Pignedoli. Hij was vervolgens werkzaam in de parochie St. Margaret Mary in South Euclid. In 1979 keerde hij terug naar Rome waar hij ging studeren aan de Pauselijke Academie voor Kerkelijke Diplomatie. In 1983 promoveerde hij en trad vervolgens in dienst als diplomaat bij de Heilige Stoel.
Broglio was van 1983 tot 1987 werkzaam op de nuntiatuur in Ivoorkust en vervolgens tot 1990 in Paraguay. Hierna was hij werkzaam op het Staatssecretariaat van de Heilige Stoel met als werkgebied Midden-Amerika. Hij was ook secretaris van kardinaal-staatssecretaris Angelo Sodano.
Op 27 februari 2001 werd hij benoemd tot nuntius in de Dominicaanse Republiek en apostolisch delegaat in Puerto Rico. Op 19 maart 2001 werd hij door paus Johannes Paulus II tot titulair bisschop van Amiternum gewijd. Medeconsecratoren waren de kardinalen Angelo Sodano en Giovanni Battista Re.
Op 19 november 2007 werd hij benoemd tot opvolger van Edwin Frederick O'Brien als aartsbisschop voor het Amerikaans militair ordinariaat.

## Onderscheidingen
- Commandeur in de Nationale Orde van Ivoorkust
- Commandeur in de Orde van de Poolster (Zweden)
- Ridder-grootkruis met zilverplaque in de Orde van Duarte, Sanchez en Mella (Dominicaanse Republiek)
- Grootofficier in de Orde van Bernardo O'Higgins (Chili)
- Commandeur in de Orde van Antonio José de Irisarri (Guatemala)
- Ridder-grootkruis in de Orde van de Bevrijder San Martin (Argentinië)
- Officier in de Orde van Verdienste van Argentinië
- Commandeur in de Orde van Verdienste van de Republiek Italië
- Erekapelaan van de Orde van Malta
- Commandeur in de Orde van het Heilig Graf van Jeruzalem